# Rare and Unreleased
Albums de Lord Finesse
From the Crates to the Files: The Lost Sessions
(2003) Rare and Unreleased Volume 2
(2008)
Rare and Unreleased est une compilation de Lord Finesse, sortie le 4 septembre 2006.
Cet album comprend des morceaux inédits, des démos ainsi que des remixes.

## Liste des titres
| No  | Titre | Contient un (des) sample(s) de    | Durée |
| --- | --- | --------------------------------- | ----- |
| 1.  | Intro (Produit par Lord Finesse)                                                                           |                                   | 0:31  |
| 2.  | Lakes of Fire (Interprété par Lords of Brooklyn featuring Lord Finesse et O.C. – Produit par Lord Finesse) |                                   | 3:52  |
| 3.  | Show and Prove (Interprété par Pitch Black – Produit par Lord Finesse)                                     |                                   | 3:48  |
| 4.  | Check the Flava (Interprété par Ak Skillz – Produit par Lord Finesse)                                      |                                   | 4:42  |
| 5.  | Tony Touch Freestyle (Produit par Lord Finesse)                                                            |                                   | 1:24  |
| 6.  | Interlude                                                                                                  |                                   | 0:38  |
| 7.  | 22 Years (Interprété par Ill Biskits – Produit par Lord Finesse)                                           |                                   | 4:36  |
| 8.  | Let'Em Know (Interprété par Ill Biskits – Produit par Lord Finesse)                                        |                                   | 4:05  |
| 9.  | Dig on That (Interprété par Ground Floor featuring Lord Finesse – Produit par Lord Finesse)                |                                   | 5:03  |
| 10. | On the M.I.C. (Interprété par Illegal featuring Lord Finesse et A.G. – Produit par Lord Finesse)           |                                   | 4:50  |
| 11. | Shorty'z Doin His Own Thang (Interprété par Shorty Long – Produit par Lord Finesse)                        |                                   | 4:02  |
| 12. | Do Your Thing Kid (Interprété par Lord Finesse et Diamond D – Produit par Lord Finesse)                    |                                   | 3:44  |
| 13. | Interlude                                                                                                  |                                   | 1:05  |
| 14. | The Message (Demo Version) (featuring Crystal Johnson et Rell – Produit par Lord Finesse)                  |                                   | 3:22  |
| 15. | Alone (Interprété par Stephen Simmons featuring Big L et Marquee – Produit par Lord Finesse)               |                                   | 4:02  |
| 16. | Come Home (Interprété par Twice – Produit par Lord Finesse et Dinky Bingham)                               |                                   | 4:22  |
| 17. | Show You (Interprété par Jeff Redd – Produit par Lord Finesse et Dinky Bingham)                            |                                   | 5:25  |
| 18. | Ghetto (featuring Rell – Produit par Lord Finesse)                                                         | Mister Mellow de Maynard Ferguson | 5:07  |
| 19. | Sunshine (Interprété par Black Coffey – Produit par Lord Finesse et Davel « Bo » McKenzie)                 |                                   | 3:31  |
| 20. | Interlude                                                                                                  |                                   | 0:46  |
| 21. | The Rhythm (Interprété par Bas Blasta featuring Lord Finesse et Fat Joe – Produit par Groove Merchantz)    |                                   | 5:02  |
| 22. | Party & Bullshit (Lord Finesse Remix) (Interprété par The Notorious B.I.G. – Produit par Lord Finesse)     |                                   | 4:12  |